# Rally Championship
Rally Championship es un videojuego de carreras de rally desarrollado por Warthog Games y publicado por SCi para PlayStation 2 y GameCube. Fue lanzado para PlayStation 2 el 31 de mayo de 2002 y GameCube el 7 de febrero de 2003. Es el último juego de la serie Rally Championship. El juego es una secuela del juego de 2001 Rally Championship Xtreme. Es el primer juego de la serie no publicado por Europress y el primer juego no lanzado para PC.
Hay 6 ubicaciones diferentes (Gales, Escocia, Isla de Man, Estados Unidos, el Ártico y Kenia), con 4 pistas para cada ubicación.

## Jugabilidad
Cuenta con 29 autos, incluidos Subaru, Mitsubishi, Toyota y Ford, además de autos clásicos como Audi Quattro y Mini Cooper. Hay 24 etapas de rally completas disponibles para un solo jugador, con modos arcade, campeonato y carrera rápida disponibles. El juego también cuenta con un modo multijugador de pantalla dividida para hasta cuatro jugadores con 8 pistas únicas. Los coches utilizan un sistema de física de cuatro puntos, daños dinámicos y efectos de barro/polvo/nieve. Las etapas del rally se llevan a cabo en Inglaterra, Gales, Escocia, Finlandia, Kenia y Estados Unidos y cuentan con diversas condiciones climáticas y de la carretera.

## Recepción
| Recepción |              |
| --- | ------------ |
| Puntuaciones de reseñas Evaluador Calificación GameRankings 64% (GC) [ 1 ] Metacritic 63/100 (GC) [ 2 ] Puntuaciones de críticas Publicación Calificación 4Players 77/100 (PS2) [ 3 ] GameSpy 70/100 (GC) [ 4 ] Jeuxvideo.com 11/20 (PS2) [ 5 ] Super Play (Suecia) 60/100 (PS2) [ 6 ] |              |
| Puntuaciones de reseñas |              |
| Evaluador | Calificación |
| GameRankings | 64% (GC)     |
| Metacritic | 63/100 (GC)  |
| Puntuaciones de críticas |              |
| Publicación | Calificación |
| 4Players | 77/100 (PS2) |
| GameSpy | 70/100 (GC)  |
| Jeuxvideo.com | 11/20 (PS2)  |
| Super Play (Suecia) | 60/100 (PS2) |

"Rally Championship" obtuvo críticas generalmente promedio y tiene un promedio de 64% y 63/100 en los sitios web agregados GameRankings y Metacritic respectivamente. GameSpy resumió que "Rally Championship simplemente no se compara con competidores como Colin McRae, particularmente en el departamento de gráficos. Es un gran deporte, con mucho de sutiles y exigentes facetas, pero esto solo lustra la superficie".